# Barskamp
Barskamp (niederdeutsch Beschampt) ist ein Ort im Nordosten von Niedersachsen und ist heute ein Ortsteil von Bleckede.

## Geschichte
Die Gegend von Barskamp wurde bereits in der Jungsteinzeit (4. Jahrtausend v. Chr.) besiedelt. Dies belegen die Megalithanlage von Barskamp und die Megalithanlagen im Schieringer Forst.
Der heutige Kirchturm ist ein alter Wehrturm und wird auf die Zeit um 950 datiert.
Bei der Volkszählung vom 13. September 1950 ergab sich, dass im Ort 1073 Einwohner in 274 Haushalten lebten. Am 1. März 1974 wurde Barskamp in die Stadt Bleckede eingegliedert.

## Bauwerke

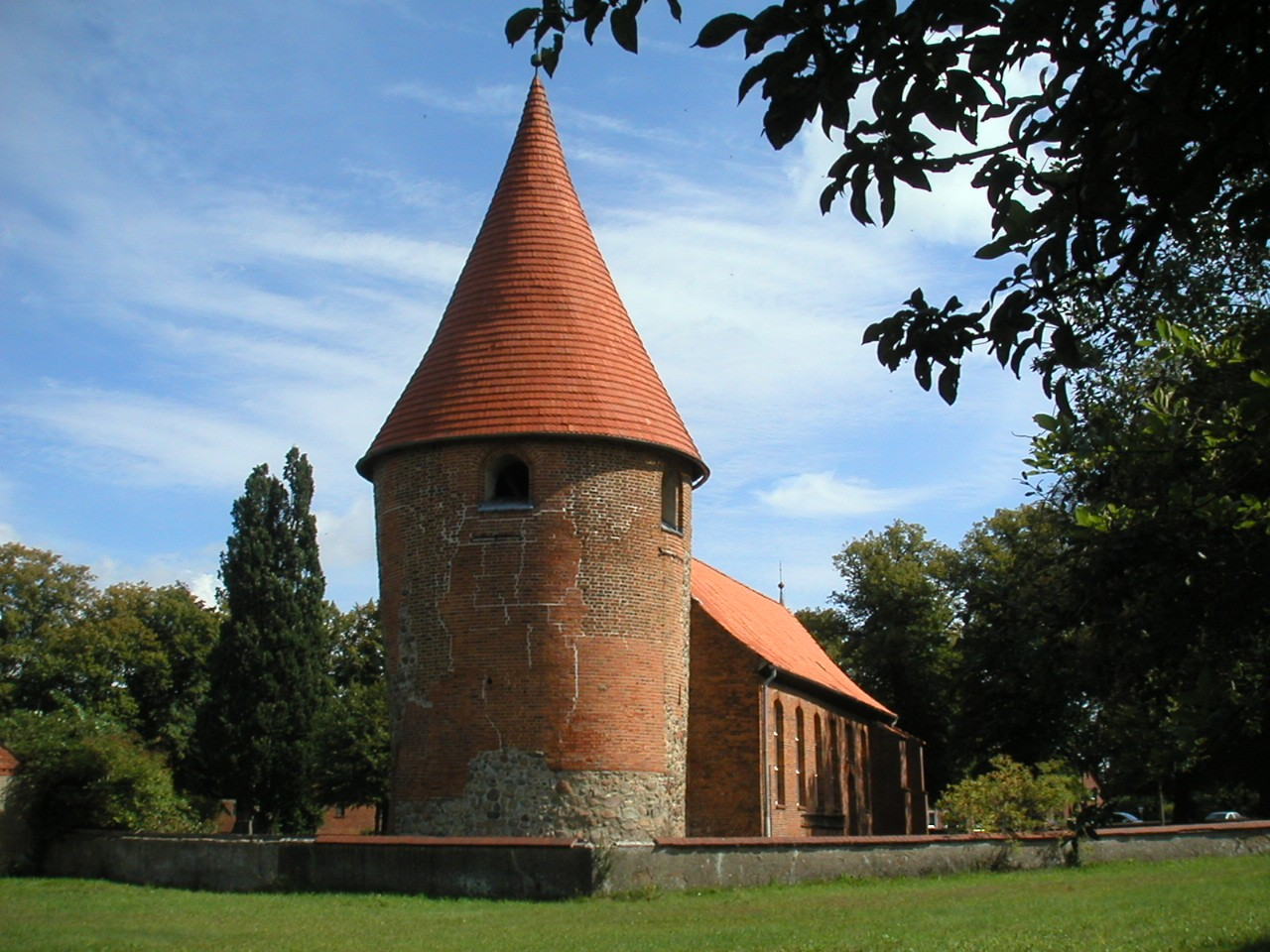
St.-Vitus-Kirche in Barskamp

Die St.-Vitus-Kirche wurde vor ungefähr 1000 Jahren als Wehrkirche gebaut. Der aus Feldsteinen erbaute Wehrturm ist der älteste Teil der Kirche.

## Bildung
In Barskamp gibt es eine Grundschule mit 146 Kindern in acht Klassen. Die hier unterrichteten Kinder kommen aus den umliegenden Ortsteilen Bleckedes, und zwar Alt Garge, Göddingen und Walmsburg.